# Princip korespondence
Princip korespondence je princip, který se používá ve fyzice. Říká, že chování kvantově mechanických systémů s velkými kvantovými čísly nebo při zmenšování Planckovy konstanty ({\displaystyle \hbar \rightarrow 0}), limitně blíží k chování podle klasické fyziky. Poprvé ho formuloval Niels Bohr v roce 1923. Princip byl později kvantifikován Ehrenfestovým teorémem, který ukázal vztah mezi kvantovou mechanikou a Newtonovými zákony.
Kvantová mechanika je velmi úspěšná při popisu chování mikroskopických objektů jako jsou atomy a elementární částice. Na druhou stranu, množství makroskopických systémů (například pružiny nebo kondenzátory) může být velmi přesně popsáno klasickými teoriemi. Přitom je opodstatněné se domnívat, že základní fyzikální zákony jsou nezávislé na velikosti fyzikálních objektů, jejichž chování popisují. To bylo Bohrovou motivací pro princip korespondence. Ten se tedy dá vyjádřit i takto: Klasická fyzika je aproximací kvantové fyziky pro „velké objekty“.
Podmínky, za kterých klasická fyzika souhlasí s kvantovou, se označují jako limit korespondence. Podle Bohra je jej dosaženo, když kvantová čísla popisující systém jsou velká, což zahrnuje jak možnost, kdy je nějaké kvantové číslo velmi velké, tak když je systém popsán velkým množství kvantových čísel. Může samozřejmě nastat kombinace obou možností.
Nové definice SI, které konvenčně fixují hodnotu Planckovy konstanty, neumožňují takovýto myšlenkový experiment.

## Zobecnění
Obecněji lze princip korespondence formulovat nejen ve fyzice, ale ve vědě obecně tak, že novější teorie by měla poskytovat stejné výsledky jako starší a ověřená teorie v oblastech, kdy starší teorie poskytovala přijatelné výsledky.
Příkladem aplikace principu korespondence mimo kvantovou fyziku je požadavek, aby relativistická fyzika poskytovala pro malé rychlosti stejné výsledky jako klasická (Newtonova) fyzika. To se projevuje např. při sčítání rychlostí apod. Také z obecné teorie relativity lze pro slabá pole získat Newtonův gravitační zákon.